# كوري كراودر
كوري كراودر (بالإنجليزية: Corey Crowder)‏ مواليد 13 أبريل 1969 في كارولتون، هو لاعب كرة سلة أمريكي سابق. بدأ مسيرته الاحترافية في سنة 1991. يبلغ طوله 6 قدم 5 بوصة (2.0 م). اعتزل اللعب في 2005.

## المسيرة الاحترافية
لعب مع يوتا جاز في موسم 1991–1992، ثم لعب مع نادي برشلونة لكرة السلة في الدوري الإسباني في موسم 1993–1994، ثم لعب مع سان أنطونيو سبرز في سنة 1994، ثم لعب مع نادي برشلونة في سنة 1995، ثم لعب مع سي بي مورسيا في الدوري الإسباني في سنة 1995.

## روابط خارجية
- كوري كراودر على موقع إن بي أي (الإنجليزية)
- كوري كراودر على موقع سبورتس رفرنس (الإنجليزية)
- كوري كراودر على موقع الدوري الإسباني لكرة السلة (الإسبانية)
- كوري كراودر على موقع ريلجم (الإنجليزية)
- كوري كراودر على موقع بروبوليرز (الإنجليزية)